# Ann-Louise Hanson
Ann-Louise Hanson (født 4. april 1944 i Kristianstad) er en svensk slagersanger. Hun er den kvindelige sanger, der har haft flest sange på Svensktoppen, i alt 42.

## Udvalgte hits
- "Vita rosor från Athen" (1962)
- "Vita sommarmoln" (1962)
- "Paradiso" (1962)
- "Jag hade en gång en båt" (1967, med Cornelis Vreeswijk)
- "Min greve av Luxemburg" (1968)
- "Arrivederci Frans" (1968)
- "Min luftballong" (1968)
- "Svenska flicka" (1969)
- "Vad än sker" (1972)
- "Låt inta din skugga falla här" (1978)